# مردم داردی
مردم دارد (به انگلیسی: Dardic people)، مردمی هستند از تبار هندوآریایی که در شرق افغانستان، ایالت جامو و کشمیر هند، مناطق شمالی پاکستان، ایالت مرزی شمال غربی و به‌صورت بسیار اندک در چین زندگی می‌کنند. وجه تشابه آن‌ها، زبان هم‌خانواده‌ای است که بدان سخن می‌رانند و به زبان‌های داردی شهرت دارد. داردیان، نه یک گروه قومی مشخص، بلکه مردمی با زبان‌های هم‌ریشه هستند. واژه دارد، برای نخستین بار توسط هرودوت برای مناطق شمال شرقی افغانستان به‌کار رفت. وی این مناطق را داردیکا یاد کرده‌است.

## وضعیت جغرافیایی
مردم دارد، مردمی متشکل از قبایل گوناگون کوهستانی تقریباً جدا از هم هستند که در مناطق میان بدخشان، مناطق شمالی پاکستان و کشمیر زندگی می‌کنند. اگرچه زبان‌های هم‌خانواده داردی، نشان‌دهنده ریشه مشترک آن‌هاست، ولی این مردمان به سبب مسکن به‌شدت کوهستانی‌شان، دارای تمایزات بسیاری نسبت به هم هستند. البته اگرچه فرهنگ داردیان به‌شدت گوناگون است، اما به‌دلیل همه کوهستان‌های محصور و تاریخ به هم متصل‌شان از شباهت‌هایی نیز برخوردارند.
زبان شینا، شاخه‌ای از زبان‌های داردی است که در مناطق شمالی پاکستان و در مجاورت منطقه گیلگیت، شامل ماطق دارایل، پونیال، تانگایر، و آسوره سخن‌ورانی دارد. در ایالت جامو و کشمیر هند، مناطق گورز، دراس، لدخ نیز بدین زبان سخن می‌گویند. زبان شینا دارای گویش‌های گوناگونی در مناطق اشارخ شده‌است. این گویش‌ها شامل گویش‌های گیلگیتی، آستوری، پون‌یالی، چیلاسی و گورزی است. تلفظ کلمات در میان این گویش‌ها بسیار متفاوت است.
زبان کهواری، یکی دیگر از زبان‌های داردیست که عمدتاً در مناطق چیترال، یاسین، گوپیس، کوه و قیزار و ایشکومان بدان سخن گفته می‌شود. عده‌ای از خووار زبانان به عنوان مهاجر در شهرهای پیشاور، راولپندی، لاهور و کراچی نیز می‌زیند. لازم است ذکر شود که خووار زبانان به صورت محدود، در مرزهای افغانستان و پاکستان نیز یافت می‌شوند.
دو زبان غیر داردی در این مناطق وجود دارد. یکی زبان بلتی که از خانواده زبان‌های چینی-تبتی است و دیگری زبان تک‌خانواده‌ای به نام بروشکی. زبان بروشکی به هیچ خانواده زبانی بستگی ندارد و زبانی جذاب یرای زبان‌شناسان محسوب می‌شود.

## داردیان در پاکستان
بیش‌تر داردیان پاکستان، در مناطق شمالی این کشور و به‌طور عمده در شمال می‌زیند. در دوران باستان، به مناطق شمالی پاکستان به‌علاوه مناطق شمال دره سوات، کوهستان و مناطق شرقی افغانستان، داردستان گفته می‌شد. هم‌اکنون مردم مناطق شمالی، چیترال، گیلگیت، کوهستان و شمال دره سوات جز مردم دارد محسوب می‌شوند. عده‌ای از مدرم دارد به دلایل مختلف، اقدام به مهاجرت به شهرهای بزرگ مانند لاهور، راولپندی، کراچی، پیشاور و اسلام‌آباد کرده‌اند.

## داردیان در افغانستان
گروهی از مردم دارد در شمال شرقی افغانستان زندگی می‌کنند. البته عده‌ای نیز به دلایل مختلف دست به مهاجرت به کابل زده‌اند. در گذشته پشه‌ای‌ها، کوهستانی‌ها و نورستانی‌ها را نیز جز داردها محسوب می‌کردند اما طی پژوهش‌های اخیر زبان‌شناسان، نورستانی‌ها را جدا از خانواده داردها محسوب کرده‌اند.

## داردیان در هند
داردهای هند در ایالت جامو و کشمیر زیر کنترل هند زندگی می‌کنند. شینا زبانان، جمعیت غالب را در نواحی تهسیل، گورز، دراس و منطقه داه‌هانوی لداخ تشکیل می‌دهند. شین‌ها، مردمانی با زبان شین هستند. این زبان یکی از گونه‌های قدیمی زبان شیناست. مردم شین، پیرو آئین بون هستند. کشمیری‌های ساکن دره کشمیر، به زبان کوشور سخن می‌گویند. زبان کوشور، برجسته‌ترین زبان از خانواده زبان‌های داردی است که به وضوح با زبان شینا در ارتباط است.

## کیش مردم دارد
اکثریت مردم دارد را مسلمانان (سنی، اسماعیلی) تشکیل می‌دهند. داردهای داه‌هانو اسماً بودایی هستند ولی در عین حال، دیگر خدایان باستانی پانتئون خود را نیز می‌پرستند. آن‌ها به‌صورت ابتدایی زندگی می‌کنند. داردهای کشمیر، اکثراً هندو و پیرو فرقه شای‌وی‌گرایی هستند. مردم کالاش مه در چیترال می‌زیند، پیرو آئین‌های باستانی آباء و اجدادی خود هستند.

## خاستگاه
آسکو پارپولا، هندشناس فنلاندی (۱۹۴۱) در سال ۱۹۹۹ با پژوهش بر روی زبان‌نیا-ریگ‌ودایی با زبان‌نیا-داردی، این نظریه را که داردها، شاخه‌ای از درخت فرهنگ ریگ‌ودایی هستند.